# Клан Росс
Клан Росс (гэльск. Rôs, англ. Ros, Ross) — горный клан Шотландии. Одной из ветвей клана является дворянский род графов (мормэров) Росс.

## Происхождение
Считается, что название клана Росс происходит от названия одноимённой области (территории) Шотландии, которое, в свою очередь, произошло от гэльск. ros, означающим мыс. Так же название клана Росс или Анриас (от англ. Anrias) связывается с гаэльским Ройс или Ройш, от гэльск. Roisch na Gille Andras, что означает потомки святого Андрея, покровителя Шотландии. Таким образом, с кланом Росс (Анриас—Андриас-Эндрю, от гэльск. Andras) нередко связывают клан Андерсон (в значении «сын Эндрю»)

## Регалии клана Росс
- Девиз: лат. Spem successus alit, англ. Success nourishes hope (рус. Успех питает надежду). В настоящее время есть так же вариант англ. Success breeds success[1].
- Символы: Можжевельник и Толокнянка.
- Пиброх: Марш графов Росс (The Earl of Ross’s March).

## История

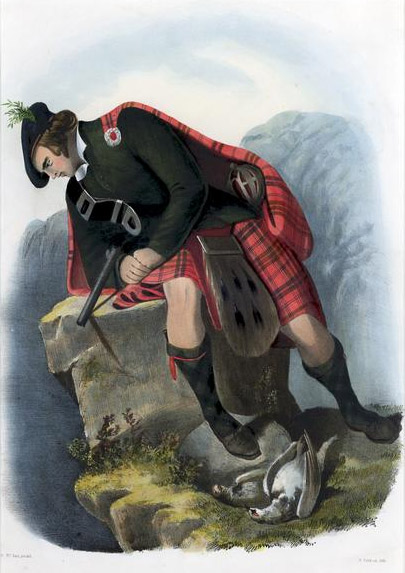
Представитель клана Росс, иллюстрация Роберта Рональда Маклана к «Горные кланы Шотландии», 1845 год.

Росс, как горный клан под управлением Малкольма Росса, впервые упоминается в 1160 году, во времена правления короля Шотландии Малкольма IV. Вторым и наиболее известным лидером клана является Ферхар О’Беолайн из Росс (гэльск. Fearchar O'Beolain av Ross), известный так же как Fearchar mac an t-sagairt, что означало сын священника (встречается форма Farquhar MacTaggart), из Аплкросса (др.‑ирл. Apor Crossan, англ. Applecross). Ферхар помог королю Александру II подавить восстания в Морее и Россшире (графство Росс), вспыхнувшее в результате вошествия Александра на престол и недовольства этим кельтского населения. Когда Александр с войском отправился на север, выяснилось, что его сил недостаточно для подавления мятежа. Тогда то и пришёл на помощь Ферхар из Росса с большим отрядом своего клана и союзников. Принесший королю головы глав и зачинщиков восстания Ферхар был посвящён в рыцари 15 июня 1215 года, а в 1234 году стал первым мормэром (графом) Росс. В 1263 году в битве при Ларгсе клан Росс выступил на стороне шотландского короля Александра III против короля Норвегии Хокона IV.
Во времена войны за независимость Шотландии клан Росс выступал против англичан. Но 1296 году в результате битвы при Данбаре глава клана Уиллем II Росс (англ. Uilleam II, Earl of Ross) был взят в плен, после чего на непродолжительное время клан вынужден перейти на сторону англичан. После начала королём Робертом Брюсом войны за независимость Шотландии, территории занимаемые кланом были одними из последних (в октябре 1309 года), кто подчинился Брюсу на севере Шотландии. Однако, когда Брюс собрал свой первый парламент в Сент-Эндрюсе, граф Росс был одним из трёх шотландских графов (включая графов Сазерленд и Леннокс), кто его поддержали. В 1314 году в битве при Бэннокберне Уиллем II успешно сражается против англичан на стороне Брюса.
19 июля 1333 года 5-й мормэр Росс Хью (англ. Hugh, Earl of Ross, так же Эй Росс, от гэльск. Aodh) был убит в битве при Халидон-Хилле. Его преемник, Уиллем III 6-й мормэр Росс (англ. Uilleam III, Earl of Ross), умер в 1370 году не оставив мужского потомства. В результате главенство в клане Росс было разделено. Власть перешла к дочери Уилемма III — Ефимии, которая управляла графством со своим (первым) мужем Уолтером Лесли (англ. Walter Leslie), шотландским дворянином и рыцарем-крестоносцем, младшим (возможно третьим) сыном сэра Эндрю Лесли. Что примечательно, Уолтер никогда не называл себя мормэром или графом Росс, все документы он подписывал либо господин (dominus), либо лорд Росс (lord Ross)
Часть клана Росс, в основном проживающее в районе Балнагоун В 1374 году(гэльск. Balnagown или Balnagowen), постепенно определилась в отдельную ветвь — Росс из Балнагоуна (англ. Rosses of Balnagowan). Во главе встал брат Уиллема III Хью (англ. Hugh Ross of Rariches), который в 1374 году был назначен управляющим Балнагованом.

## Замки клана
- Замок Балнагоун (гэльск. Balnagown или Balnagowen)[6].

Являлся главной обителью мормэров Росс и центром исторической территории клана.
- Замок Портенкросс (англ. Portincross Castle, изначально Arneil или Ardneil).

Портенкросс расположен на берегу залива Ферт-оф-Клайд в 3 километрах от деревни Вест-Килбрайд. Последним владельцем замка из рода Росс был Годфри де Росу. Годфри находился в оппозиции Роберту Брюсу, и когда Брюс стал королём Шотландии, он лишил де Роса владений в пользу своего сторонника, Роберта Бойда из клана Бойд. Бойды владели замком вплоть до 1785 года, а затем он перешёл в собственность семьи Фуллертонов из Овертона.
- Замок Санкер (гэльск. Sanquhar)[8].